# Carlos Hank González
Carlos Hank González (smeknamn: El Profesor), född 28 augusti 1927, död 11 augusti 2001 var en mexikansk politiker, lärare och affärsman. Han var en framgångsrik entreprenör och entreprenörskapet  ledde till olika regeringsposter och politisk involvering i Mexiko. Han var kommunal president (borgmästare) i Toluca de Lerdo 1957–1959. Efter det blev han en av de ledande politikerna i Institutionella revolutionära partiet (vanligen förkortat PRI), som hade regeringsmakten i Mexiko oavbrutet åren 1929–2000. Han blev medlem i partikongressen 1961. Han var senare guvernör i delstaten Mexiko åren 1969–1975. Han fick aldrig ställa upp i presidentvalet då mexikanska lagar kräver att kandidatens båda föräldrar skall vara födda i Mexiko, medan Gonzáles far var född i Tyskland.
Hank drog sig tillbaka från politiken 1994. Kort därefter publicerades en läckt rapport från National Drug Intelligence Center (NDIC)  noterade att Hank González påstådda involvering i droghandel och penningtvätt vid ett tillfälle utgjorde "ett betydande kriminellt hot mot USA". NDIC-rapporten anklagade också Hank González för politisk korruption, skatteflykt, mutbrott och köp av röster.
Den amerikanska justitieministern Janet Reno förnekade nämligen rapportens sanningshalt och påpekade att den påstådda källan, en anställd vid myndigheten, inte längre var i aktiv tjänst. Hon uppgav också i ett brev att "efter en preliminär granskning av utkastet till rapport fastställdes det att ämnet för rapporten låg utanför NDIC:s sakkunskap och ansvarsområde, och projektet avslutades".
Han avled av cancer år 2001 i sitt hem i Santiago Tianguistenco.
Småstaden Profesor Carlos Hank González i La Paz kommun utanför Mexico City är döpt efter honom.

## Kriminella anklagelser
Carlos Hank Gonzalez anklagades för att ha kopplingar till narkotikahandlare som Félix Gallardo, bröderna Arellano och Mayo Zambada. Han och hans grupp anklagades också för att ha kontroll över amerikanska banker, investeringsföretag, kasinon för penningtvätt, narkotikahandel med karteller och andra olagliga aktiviteter. Enligt en rapport från det amerikanska National Drug Intelligence Center (NDIC), med smeknamnet Operation White Tiger, utgjorde Hank González's inblandning i narkotikahandel och penningtvätt "ett betydande kriminellt hot mot USA". Medan amerikanska brottsbekämpande myndigheter hade ägnat år åt att utreda Carlos Hank Gonzalez och hans söner Carlos Hank Rhon och Jorge Hank Rhon, markerade bedömningen av flera myndigheter första gången som alla tre hade påståtts vara direkta länkar till de större mexikanska narkotikaorganisationernas verksamhet.